# Donjon de Côtebrune
Le donjon de Côtebrune est le reste d'un édifice fortifié des XIVe , XVe siècles situé à Côtebrune dans le département du Doubs en Franche-Comté

## Historique
Les façades, toiture, ainsi que la salle voûtée sont inscrits au titre des monuments historiques depuis le 16 décembre 1982.